# Eduard Saul
Eduard Saul (8. března 1929 – 15. prosince 2012 Brno) byl český a československý politik Komunistické strany Československa, poslanec Sněmovny národů Federálního shromáždění a ministr hutnictví a těžkého průmyslu za normalizace.

## Biografie
V letech 1972–1980 byl ředitelem n. p. Žďárské strojírny a slévárny. V období let 1980–1981 působil jako první náměstek ministra všeobecného strojírenství ČSSR.
K roku 1986 se profesně uvádí jako ministr hutnictví a těžkého průmyslu ČSSR. Tuto funkci zastával v letech 1981-1988 v čtvrté vládě Lubomíra Štrougala a páté vládě Lubomíra Štrougala.
XV. sjezd KSČ ho zvolil za člena Ústředního výboru KSČ, opětovně ho za člena ÚV KSČ zvolil XVII. sjezd KSČ. V roce 1979 mu byl udělen Řád práce.
Ve volbách roku 1986 zasedl za KSČ do české části Sněmovny národů (volební obvod č. 66 - Třinec, Severomoravský kraj). Ve Federálním shromáždění setrval do prosince 1988, kdy dopisem rezignoval na svůj mandát.
Poslední rozloučení s Eduardem Saulem se konalo v brněnském krematoriu dne 22. prosince 2012.